# Astrid (Anwendung)
Astrid war eine plattformübergreifende To-Do-Liste und Aufgabenmanagement-Anwendung, welche im Jahr 2008 in Israel erstellt worden ist.  Sie war durch das Krakensymbol des Unternehmens gekennzeichnet. Der Dienst erinnerte Nutzer an geplante Aufgaben und war auf eine begrenzte Integration mit Google Kalender ausgelegt. Yahoo! übernahm das Unternehmen am 1. Mai 2013 und stellte den Dienst Astrid am 5. August 2013 ein.

## Geschichte
2008 wurde Astrid durch Tim Su und Jon Paris in San Francisco gegründet
Im Mai 2013 kündigte der Mitbegründer und CEO von Astrid, Jon Paris im Blog des Unternehmens am 1. Mai an, dass Yahoo! Astrid übernommen hatte.
In einer Ankündigung Anfang Juli 2013 wurde die Öffentlichkeit über die geplante Einstellung des Aufgabenmanagement-Dienstes Astrid durch Yahoo! informiert.
Yahoo! stellte den Dienst am 5. August 2013 ein. Das Team bei Astrid stellte seinen Kunden ein Tool für den Datenexport zur Verfügung und empfahl ihnen ehemalige Konkurrenten, wie z. B. Any.do, Sandglaz, Wrike und Wunderlist.